# Briareum asbestinum
Briareum asbestinum is een zachte koraalsoort uit de familie Briareidae. De koraalsoort komt uit het geslacht Briareum. Briareum asbestinum werd in 1766 voor het eerst wetenschappelijk beschreven door Pallas. 